# Dioné (Néréide)
Pour les articles homonymes, voir Dioné.
Dans la mythologie grecque, Dioné (en grec ancien Διώνη / Diốnê) est une Néréide, fille de Nérée et de Doris, citée par Apollodore dans sa liste de Néréides. 

## Étymologie
Son nom signifie la divine.

## Famille
Ses parents sont le dieu marin primitif Nérée, surnommé le vieillard de la mer, et l'océanide Doris,. Elle est l'une de leur multiples filles, les Néréides, généralement au nombre de cinquante, et a un unique frère, Néritès. Pontos (le Flot) et Gaïa (la Terre) sont ses grands-parents paternels, Océan et Téthys ses grands-parents maternels.

## Évocation moderne

### Zoologie
Le genre d'algues rouges des Dione tient son nom de la Néréide.